# Lew Andrejewitsch Arzimowitsch

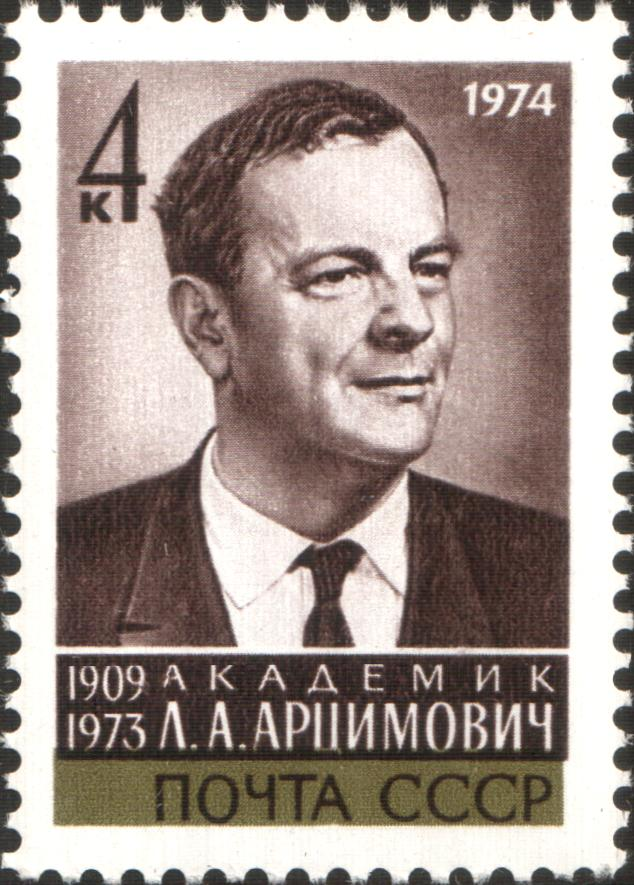
L. A. Arzimowitsch auf einer sowjetischen Briefmarke, 1974

Lew Andrejewitsch Arzimowitsch (russisch Лев Андреевич Арцимович, wiss. Transliteration Lev Andreevič Arcimovič; * 12. Februarjul. / 25. Februar 1909greg. in Moskau; † 1. März 1973 in Moskau) war ein sowjetischer Physiker.
Arzimowitsch studierte in Minsk und war ab 1930 am Joffe-Institut in Leningrad. Im Zweiten Weltkrieg arbeitete er an Infrarot-Nachtsichtgeräten und Elektronik und war ab 1944 im sowjetischen Kernwaffenprogramm am späteren Kurtschatow-Institut.  
Arzimowitsch arbeitete auf dem Gebiet der Kernfusionsforschung und der Plasmaphysik.
Er gilt als einer der „Väter des Tokamak“, einer besonderen Form des Kernfusionsreaktors. 1955 wurde der erste Tokamak in Moskau gebaut. Bis 1970 forschte niemand außerhalb der Sowjetunion an dieser Technologie.
Arzimowitsch wurde einmal gefragt, wann das erste thermonukleare Kraftwerk entsteht „Wenn die Menschheit es braucht oder etwas früher“, lautete die Antwort.
1946 wurde er korrespondierendes und 1953 volles Mitglied der sowjetischen Akademie der Wissenschaften und ab 1957 gehörte er dem dortigen Präsidium an. 1953 erhielt er den Stalinpreis für seine Beiträge zum Atomenergieprogramm, 1958 den Leninpreis und 1971 den Staatspreis der UdSSR. 1966 wurde er in die American Academy of Arts and Sciences gewählt. 1969 wurde ihm der Titel eines Helden der sozialistischen Arbeit, die höchste zivile Ehrung der Sowjetunion, zuerkannt. Seit 1969 war er auswärtiges Mitglied der Akademie der Wissenschaften der DDR, und er war Mitglied der tschechoslowakischen, der jugoslawischen und schwedischen Akademie der Wissenschaften.
Der Krater Artsimovich auf dem Mond wurde nach ihm benannt. Seit 1992 wird von der Russischen Akademie der Wissenschaften der Arzimowitsch-Preis verliehen.